# U.S.D.A
U.S.D.A. (United Streets Dopeboyz of America) är en amerikansk hiphopgrupp som bildades 2005 av Young Jeezy, efter dennes avhopp från Boyz n da Hood. Övriga originalmedlemmar var Slick Pulla och Blood Raw.

## Diskografi

### Album
- Young Jeezy Presents USDA: Cold Summer (2007)